# إلافيبرانور
إلافيبرانور (بالإنجليزية: Elafibranor)‏ (اسم دولي غير مسجل الملكية، الاسم الرمزي جي إف تي 505) هو دواء تجريبي تتم دراسته وتطويره بواسطة جينفيت لعلاج أمراض القلب والأوعية الدموية بما في ذلك مرض السكري ومقاومة الأنسولين وخلل شحميات الدم ومرض الكبد الدهني اللا كحولي (NAFLD).
إلافيبرانور هو ثنائي ناهض مستقبلات منشط لمكاثر البيروكسيسوم.